# 법률가

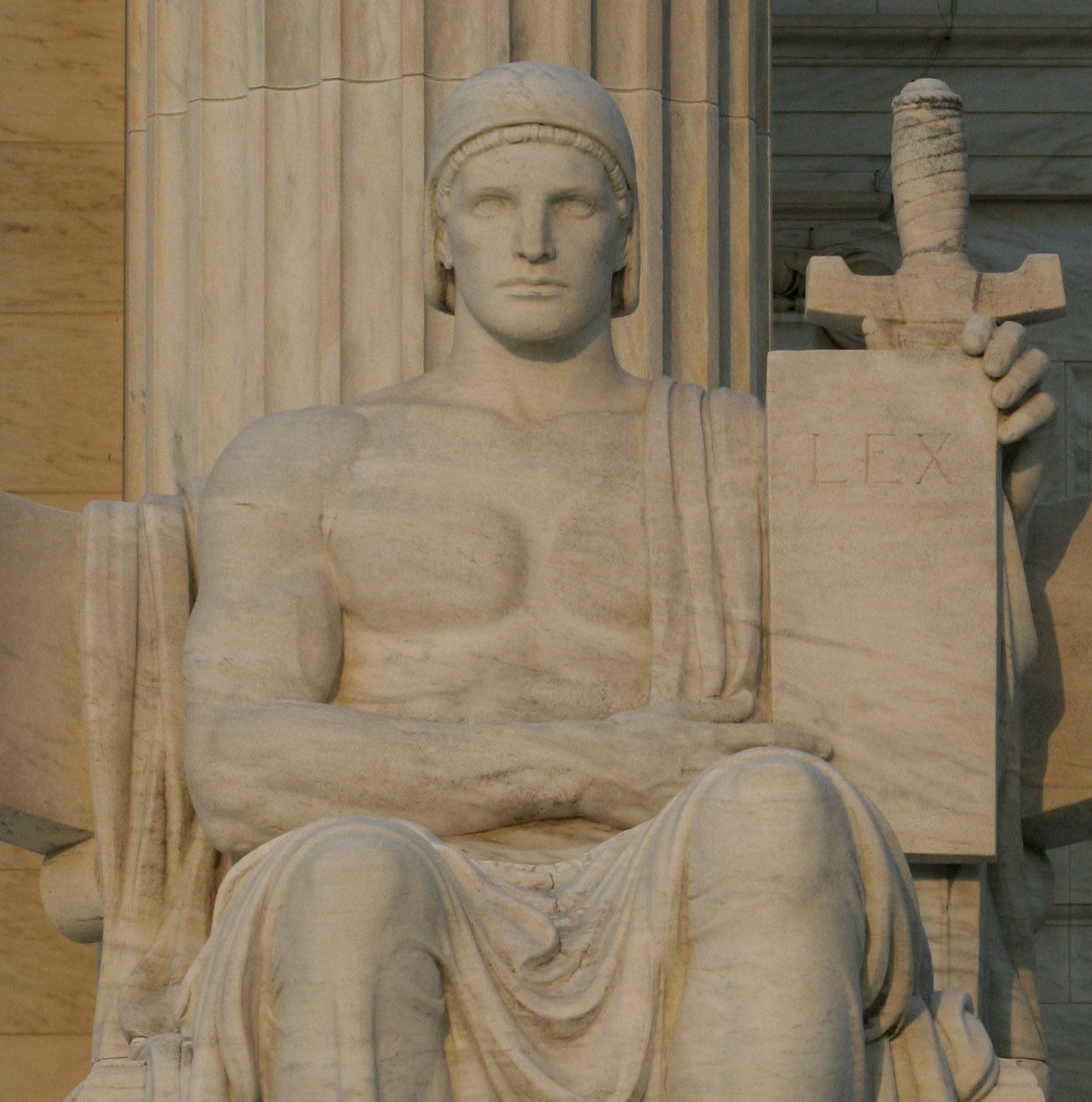
미국 연방 대법원 건물 앞에 있는 석상으로서, 법의 권위를 상징한다.

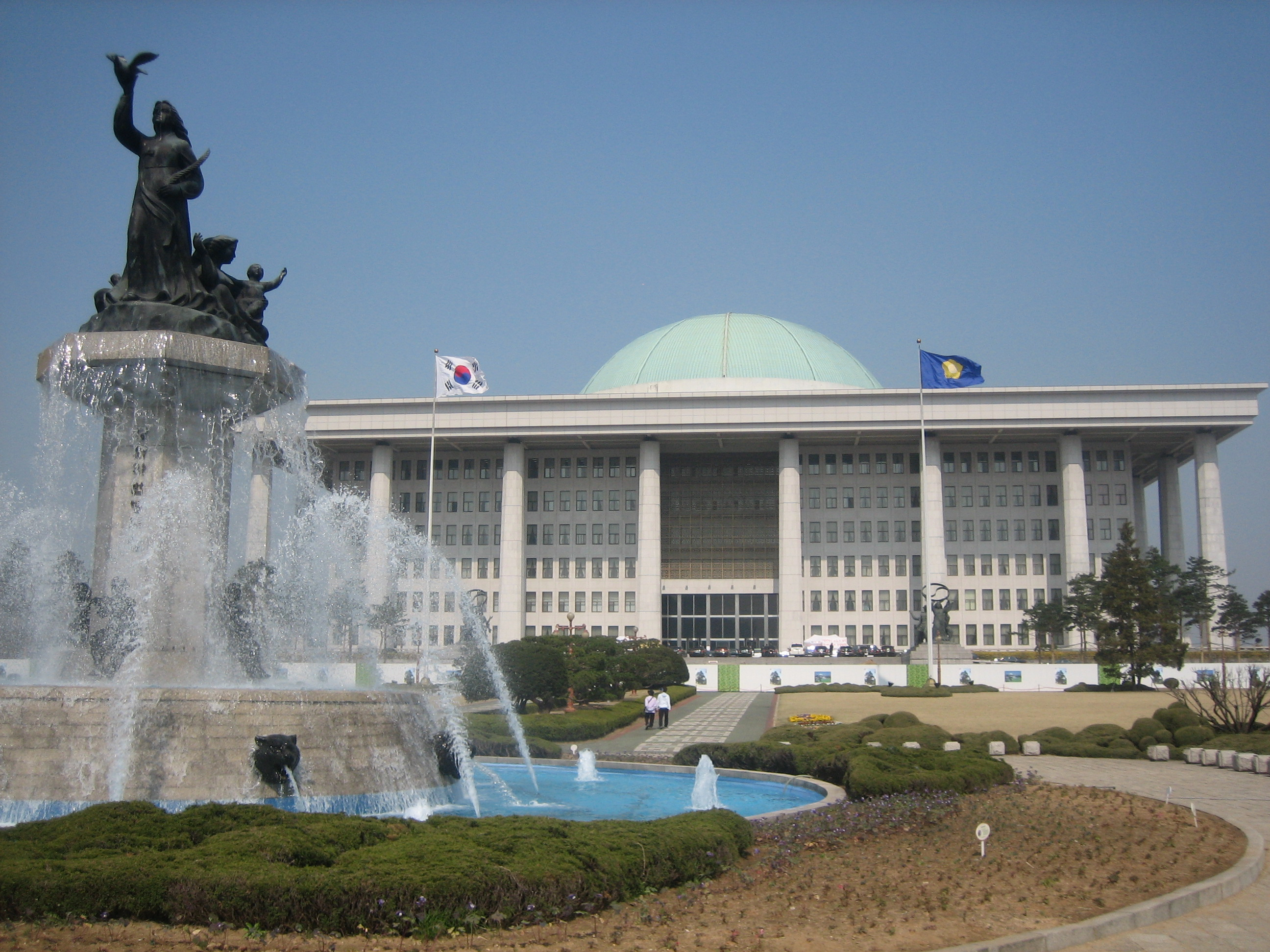
대한민국 서울의 국회의사당 건물.

법률가(法律家)는 일반적으로 법률을 적용하는 법률 업무 종사자인 법조인과 대학에서 법학박사학위를 취득하고 법학을 연구하는 법학자를 의미한다고 할 수 있다.

## 법률가의 개념
법학자(학식법률가)와 법조인(실무법률가)을 일컫는다.

### 법학자
법학자(法學者)는 학문 분야 중 법학 영역에서 연구를 행하는 연구자, 학자, 법률가를 말한다.
1. 개요:
법학자란 국가의 고등교육기관인 대학 등지에서 법학에 관한 학위를 취득하고 법학을 연구하는 자를 이르는 말로, 법학교수를 통상 법학자라고 말한다.
2.법학교수:
대학등지에서 법학이라는 학문을 가르치는 교수로, 통상 법학자라 함은 이들을 가리키는 말이라고도 할 수 있다.

### 법조인

#### 판사

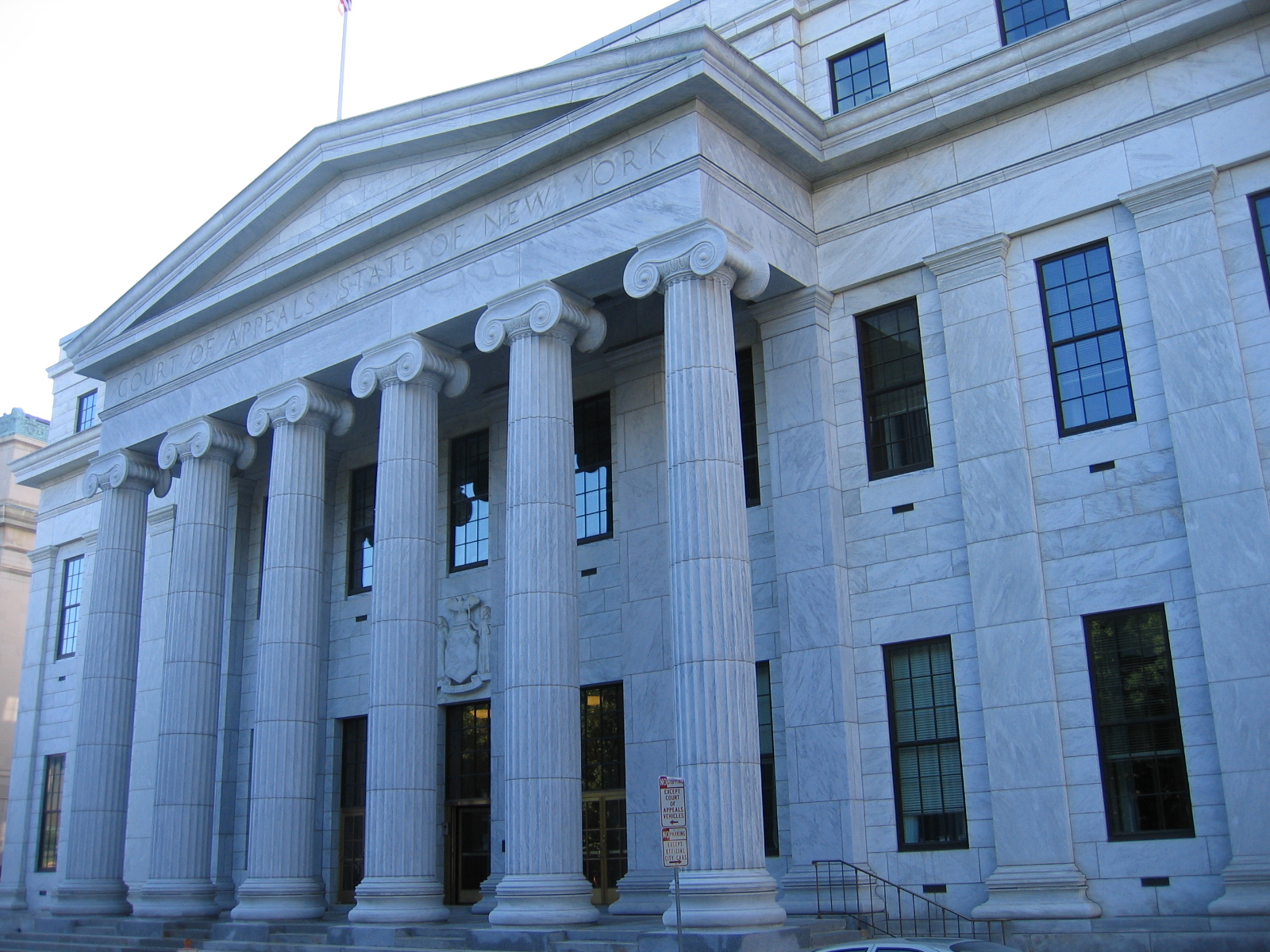
미국 뉴욕주 올버니에 있는 상소 법원 건물.

재판을 원하는 경우 원고는 검찰, 법원에 고소장을 접수하고, 재판의 성격에 따라 그 절차가 정해진다. 판사는 재판 절차에서 가장 중추적인 역할을 담당하며 최종 판결을 내리는 결정적인 위치에 있다.

#### 검사
형사 재판의 경우 원고측에는 국가를 대표하여 검사가 자리하게 된다.

#### 변호사
변호사는 재판의 성격에 따라 그 분야가 매우 다양하다. 현대에는 형사, 민사 등등 각기 분야에 맞는 전문 변호사가 있으며, 국가 소속의 국선 변호사와 개인 변호사, 로펌을 통한 기업형 변호사, 그리고 일반 기업체에서 회사원의 형태로 근무하며 법률 자문 등의 일을 하는 변호사 등이 있다. 법정에 서지 않는, 그 외의 다양한 법률 서비스를 제공하진 않는데, 계약에 따른 공증을 포함하여 여러 법적인 상담 등 그 종류는 세세한 부분까지 매우 좁다. 변호사의 이와 같은 역할은 각 나라마다 차이가 있다.

## 같이 보기
- 법학자
- 입법부